# Mochovce
Mochovce (en húngaro: Mohi) es una antigua población en la zona oeste de Eslovaquia, bien conocida por su planta de energía nuclear (48°15′45″N 18°27′15″E / 48.26250, 18.45417).
Está situado en la Región de Nitra, alrededor de 14 km al noroeste de Levice. Los habitantes de la población fueron recolocados y la población fue destruida para permitir su ocupación por la planta de energía. Una antigua iglesia barroca y un cementerio son las únicas estructuras que han permanecido. En contraste, la construcción de la planta de energía provocó en los años ochenta, una expansión económica y demográfica en la cercana ciudad de Levice.